# アピコプラスト
アピコプラスト（英: apicoplast）は、トキソプラズマToxoplasma gondii、熱帯熱マラリア原虫Plasmodium falciparumやその他のプラスモジウム属のマラリア原虫（マラリアの原因となる寄生虫）など、アピコンプレックス門の大部分の生物にみられる非光合成性色素体である。クリプトスポリジウムなどではみられない。アピコプラストは藻類の二次内部共生に由来するが、共生藻類が緑藻であったか紅藻であったかについては議論がある。アピコプラストは四重の膜に囲まれており、脂肪酸合成、イソプレノイド前駆体合成、ヘム生合成経路の一部など、重要な代謝経路を担っている。

## 意義
アピコプラストは、アピコンプレックス門に属する寄生性原生動物の大部分に残存する非光合成性色素体である。アピコンプレックス門の寄生虫の中で最も有名なものとしては熱帯熱マラリア原虫Plasmodium falciparumが挙げられ、重症型のマラリアの原因となる病原体である。アピコプラストは寄生虫の生存に重要であるため、抗マラリア薬の魅力的な標的となっている。具体的には、アピコプラストは植物のような性質を持つため、除草剤の標的となる可能性がある。現行の治療法に耐性を持つマラリア株が出現しており、除草剤のような新規治療法の探索と理解は重要となる。

## 進化的起源
アピコプラストは二次内部共生の産物であり、密接な関係にある渦鞭毛藻類の二次色素体と相同である可能性が示唆されている。太古の藍藻は真核生物細胞に取り込まれたが、宿主の真核生物細胞との共生関係を形成し分解を免れた。この新たな共生によって、真核生物と細菌の双方が利益を得た。この一次共生の結果、光合成を行う真核生物型藻類が誕生した。その後、この真核生物型藻類の子孫が従属栄養型真核生物に取り込まれ、共生関係を形成し、色素体として保存された。アピコプラストは、宿主とオルガネラの関係に有利に寄与するのに必要な機能と遺伝子だけを保存し、新たな役割を進化させてきた。150 kb以上あった祖先のゲノムは、欠失と再編成によって現在の35 kbのサイズにまで縮小された。こうした色素体の変化の過程で、アピコプラストは光合成能を喪失した。機能の喪失は進化の早い段階で起こったと考えられ、光合成を行っていたころの残存物が完全に分解され、ヌクレオモルフが消滅するのに十分な時間が経過したと考えられている。

## 構造と分布
アピコンプレックス門の生物の大部分は卵型のアピコプラストを1つ持ち、この細胞小器官は侵入する寄生細胞の前部に位置している。アピコプラストは細胞核ときわめて近接して位置し、ミトコンドリアと近接していることも多い。直径は0.15–1.5 μmで、四重の膜に囲まれている。内側の2つの膜は藻類の色素体の膜に由来する。その外側の膜はperiplastid membraneと呼ばれ、藻類の細胞膜に由来する。最も外側の膜は宿主の細胞内膜系に属する。アピコプラストのストロマには35 kbの長さの環状DNA鎖が存在し、約30種類のタンパク質、tRNA、一部のRNAがコードされている。細菌型リボソームと思われる粒子も存在している。少なくともプラスモジウム属の生物では、色素体には葉緑体のチラコイドに似た"tubular whorls"と呼ばれる膜構造が存在している。四重の膜を介したアピコプラストへのタンパク質の取り込みは、藻類の色素体に由来するトランスロコン複合体、もしくは小胞体関連分解システムの重複に由来する複合体を介して行われている。

## 機能
アピコプラストは寄生虫の生存に重要な細胞小器官である。マラリア感染の治療にも用いられる抗生物質であるテトラサイクリンは、アピコプラストを標的として機能していると考えられている。アピコプラストは4つの主要な代謝経路を担っていると考えられている。

### 脂肪酸合成
アピコプラストの破壊は即座に寄生虫を死滅させるわけではなく、新たな宿主細胞への進入を防ぐものである。こうした観察は、アピコプラストが脂質代謝に関与している可能性を示唆している。十分量の脂肪酸を合成できない場合、寄生虫は宿主細胞への侵入に必要不可欠な寄生胞を形成することができない。このことは、アピコプラストにII型脂肪酸合成酵素が発見されていることからも支持される。

### イソプレノイド合成
アピコプラストはイソプレノイド合成にも関与していると考えられている。イソプレノイドは多くの酵素の補欠分子族であり、またユビキノン（電子伝達に関与）やドリコール（糖タンパク質の形成に関与）の前駆体としても機能する。アピコプラストにはイソプレノイド前駆体合成のためのMEP経路が存在しており、プラスモジウム属の細胞でこうした合成を行う唯一の部位である。

### ヘム合成
アピコプラストはヘム合成やアミノ酸合成への関与も示唆されている。また、細胞発生における役割も示唆されている。しかしながら、これらの機能はそうした仮説が立てられているだけであり、実験的に支持された結論が得られているわけではない。

### 鉄硫黄クラスター合成
アピコプラストのゲノムには、SufBやOrf470など、さまざまな鉄硫黄クラスター生合成酵素が同定されている。